# Ефремов, Владимир (хоккеист, 1931)
Владимир В. Ефремов (1931 — неизвестно) — советский хоккеист, нападающий.

## Биография
Бо́льшую часть карьеры провёл за команду из Электростали, носившую названия «Химик», «ДК им. Карла Маркса», команда города Электросталь (1950/51 — 1958/59); в сезонах 1952/53 — 1957/58 выступал в I группе / классе «А». В сезонах 1959/60 — 1961/62 играл в первенстве РСФСР за «Труд» Ногинск.
Был в составе футбольного клуба Электростали в 1950, 1952 годах (КФК).